# Belladonna (Pornodarstellerin)

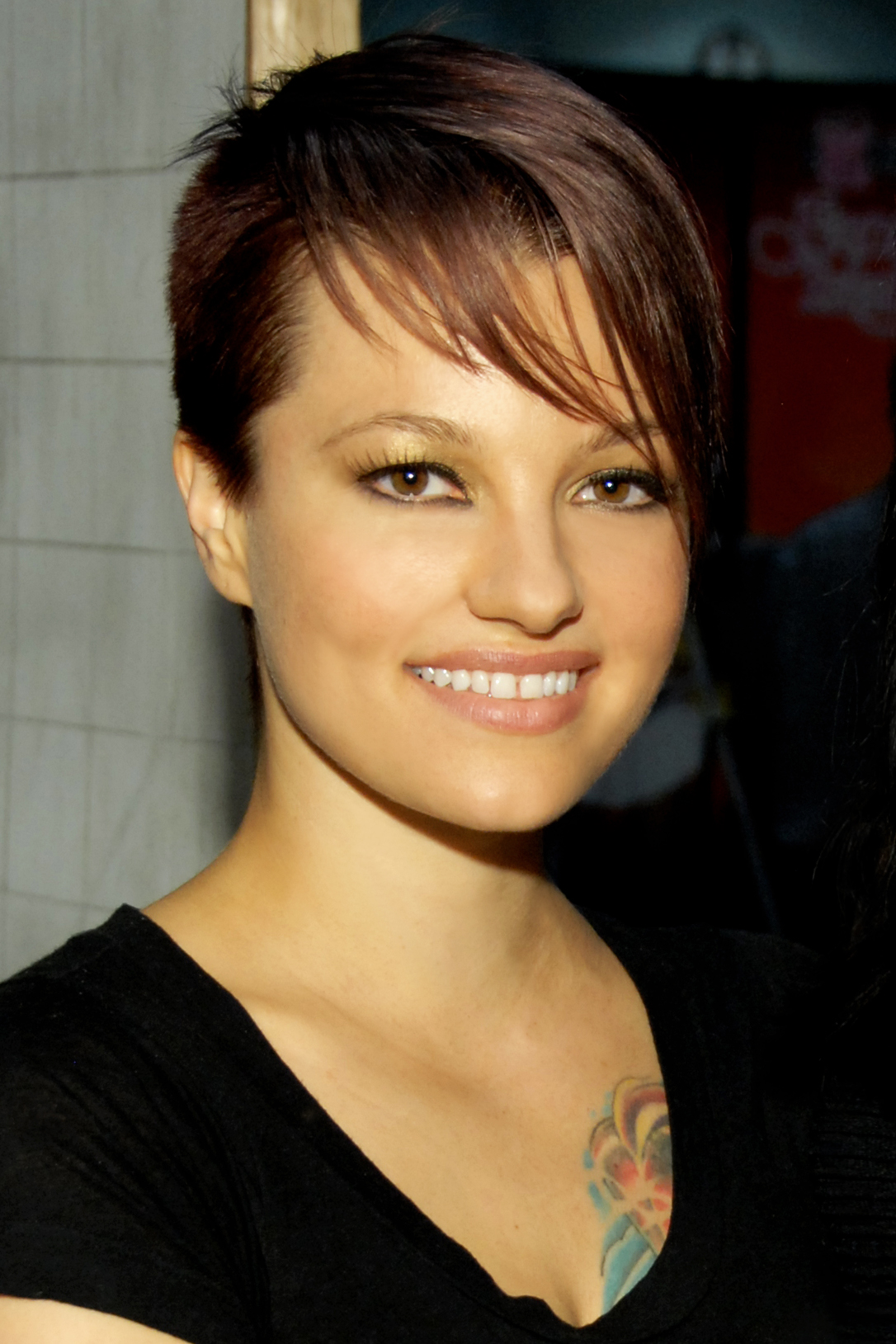
Belladonna bei der Exxxotica Expo (2010)

Belladonna (* 21. Mai 1981 in Biloxi, Mississippi als Michelle Sinclair; auch Bella, Bella Donna) ist eine ehemalige US-amerikanische Pornodarstellerin und Regisseurin.

## Leben
Sinclair wuchs in der Mormonen-Metropole Salt Lake City in Utah auf. Sie hat schottische, deutsche und Cherokee-Wurzeln. Ihr Vater war ein ehemaliger mormonischer Bischof und Captain der United States Air Force. Sinclair lebte unter anderem in Wiesbaden, Los Angeles und Spanien. Zwischenzeitlich war sie auch mit dem spanischen Darsteller Nacho Vidal verlobt, den sie bei der Produktion eines Pornofilms kennengelernt hatte.
Ihren ersten Film Real Sex drehte sie mit 18 Jahren. In dem vielfach ausgezeichneten Werk The Fashionistas und in der Fortsetzung Fashionistas Safado – The Challenge von Regisseur John Stagliano spielte Sinclair im Jahr 2003 als Jessie die weibliche Hauptrolle.
Sinclair hat in mehr als 300 Produktionen mitgespielt und zog sich Ende 2003 als Darstellerin im Hetero-Bereich vorübergehend zurück. Seitdem ist sie als Regisseurin ihrer eigenen Produktionsfirma Belladonna Entertainment, Inc. tätig, in deren Produktionen sie meist in sogenannten Girl/Girl-Szenen auftritt. Außerdem ist Sinclair gelegentlich in anderen lesbischen Werken (z. B. Bella Loves Jenna) zu sehen. Sie drehte auch im schwangeren Zustand mehrere Filme. Die Internet Adult Film Database (IAFD) listet bis September 2014 338 Filme, in denen Sinclair mitgespielt hat. Außerdem listet die IAFD 89 Filme auf, in denen sie Regie geführt hat. 2004 wurde Sinclair als eine von 30 bekannten Pornodarstellern vom amerikanischen Fotografen Timothy Greenfield-Sanders in seinem Buch XXX: 30 Porn-Star Portraits und seiner HBO-Dokumentation Thinking XXX porträtiert.
Sie wurde im Jahr 2008 mit einem AVN Award als Best Director – Non Feature ausgezeichnet. In der August-2008-Ausgabe des Magazins Genesis wurde Sinclair auf Platz 5 der Darstellerliste der Porn’s Hot 100 gereiht. 2008 trat sie in dem Dokumentarfilm 9to5 – Days in Porn von Jens Hoffmann auf.
2012 beendete sie ihre Karriere als Pornodarstellerin und -regisseurin.
2014 hatte Sinclair eine größere Sprechrolle in Inherent Vice – Natürliche Mängel von Paul Thomas Anderson.
Sie ist mit dem Schauspieler Aiden Kelly verheiratet. Anfang 2005 bekam das Paar eine Tochter.

## Auszeichnungen

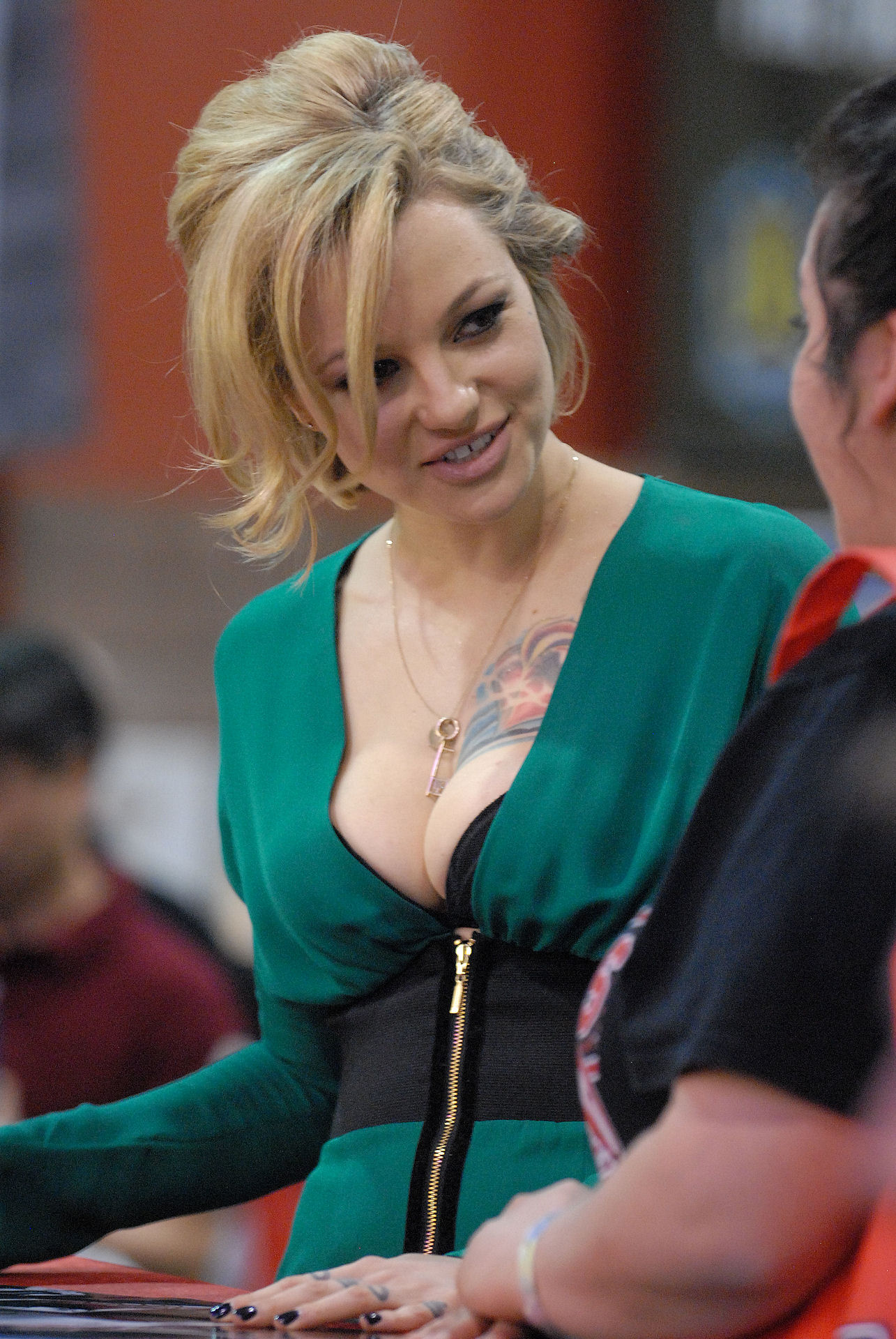
Belladonna bei der AVN Adult Entertainment Expo (2010)

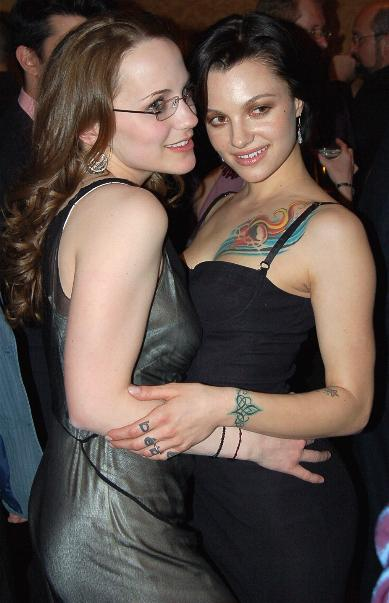
Belladonna (rechts) bei den AVN Awards (2006)

| Jahr | Preis               | Award                                                                      | Film                            |
| ---- | ------------------- | -------------------------------------------------------------------------- | ------------------------------- |
| 2003 | AVN Award           | Best Oral Sex Scene                                                        |                                 |
| 2003 | AVN Award           | Award Best Tease Performance                                               |                                 |
| 2003 | AVN Award           | Best All-Girl Sex Scene                                                    | The Fashionistas                |
| 2003 | AVN Award           | Best Supporting Actress                                                    | The Fashionistas                |
| 2003 | XRCO Award          | Female Performer of the Year                                               |                                 |
| 2003 | XRCO Award          | Best Actress                                                               |                                 |
| 2003 | XRCO Award          | Orgasmic Actress                                                           |                                 |
| 2003 | XRCO Award          | Best Girl-Girl Scene                                                       |                                 |
| 2005 | AVN Award           | Best Video Feature                                                         | Bella Loves Jenna               |
| 2006 | FICEB Award         | Ninfa especial del jurado / The Jury’s Special Award                       |                                 |
| 2008 | AVN Award           | Best Director – Non-Feature                                                | Belladonna: Manhandled 2        |
| 2009 | AVN Award           | Best Girl-Girl Sex Scene (zusammen mit Jesse Jane)                         | Pirates II: Stagnetti’s Revenge |
| 2009 | AVN Award           | Best Supporting Actress                                                    | Pirates II: Stagnetti’s Revenge |
| 2009 | AVN Award           | Best All-Girl 3-Way Sex Scene (zusammen mit Aiden Starr und Kimberly Kane) | Belladonna’s Girl Train         |
| 2009 | AVN Award           | Best Foot/Leg Fetish Release                                               | Belladonna’s Foot Soldiers      |
| 2009 | XBIZ Award          | Director of the Year – Body of Work                                        |                                 |
| 2009 | XRCO Award          | Best Orgasmic Analist                                                      |                                 |
| 2009 | XRCO Award          | Best Orgasmic Oralist                                                      |                                 |
| 2011 | AVN Award           | Adult Video News Hall of Fame                                              |                                 |
| 2011 | Erotic Lounge Award | Fan Award: Beste Regie                                                     |                                 |
| 2013 | XRCO Award          | Hall of Fame                                                               |                                 |